# Bryan Douglas
Bryan Douglas (Blackburn, 1934. május 27. –) angol labdarúgó-középpályás.
Az angol válogatott tagjaként részt vett az 1958-as és az 1962-es labdarúgó-világbajnokságon.